# هوراس سیلور
هورِس سیلوِر (انگلیسی: Horace Silver؛ ۲ سپتامبر ۱۹۲۸ – ۱۸ ژوئن ۲۰۱۴) آهنگساز، تنظیم‌کننده و پیانیست جاز اهل ایالات متحده آمریکا بود. او بین سال‌های ۱۹۴۶ تا ۲۰۰۴ میلادی فعالیت می‌کرد و از پیشگامان سبک هارد باپ در دههٔ ۱۹۵۰ بود.